# Голубович, Сергей Павлович
Сергей Павлович Голубович (25 мая 1958 года, Омск, РСФСР, СССР) — советский борец классического стиля, мастер спорта СССР международного класса.

## Биография
Родился 25 мая 1958 года в Омске.
Тренировался под руководством заслуженного тренера РСФСР Альфрида Загидулловича Минибаева.
В 1978 году стал победителем первенства Европы среди юниоров в Оулу (Финляндия). В 1980 году становился серебряным призёром чемпионата СССР, в 1983 и 1985 годах — бронзовым призёром. В 1980 и 1982 годах становился серебряным призёром Кубка мира.
В 1987 году окончил Омский государственный институт физической культуры.
С 2017 года работает тренером по греко-римской борьбе в БУ ОО ДО «СШОР Сибирский нефтяник».

## Спортивные результаты
- Первенство СССР по борьбе среди молодёжи 1978 —
- Первенство Европы по греко-римской борьбе среди юниоров 1978 года — ;
- Чемпионат СССР по классической борьбе 1980 года — ;
- Чемпионат СССР по классической борьбе 1983 года — ;
- Чемпионат СССР по классической борьбе 1985 года — .